# Seznam generalov Kopenske vojske Združenih držav Amerike
Seznam generalov Kopenske vojske Združenih držav Amerike.

## A
| Harold Robert Aaron (1921-1980) | Joseph Carter Abbott (1825-1881) | John Joseph Abercrombie (1798-1877) | John Abizaid (1951-)            | Creighton Williams Abrams mlajši (1914-1974) | John Nelson Abrams (1946-)  | Paul DeWitt Adams (1906-1987)   | Emory Sherwood Adams (1881-1967) | Julius Ochs Adler (1892-1955) | Frederick Crayton Ainsworth (1852-1934) | Barton Stone Alexander | Keith B. Alexander (1952-) |
| Robert Alexander (1863-1941)    | Robert Allen (1811-1886)         | Robert Allen                        | Edward Almond                   | John D. Altenburg                            | Benjamin Alvord (1860-1927) | Adelbert Ames (1835-1933)       | Jacob Ammen (1807-1894)          | Robert Anderson (1805-1871)   | Rodney O. Anderson (?-)                 |                        |                            |
| Thomas M. Anderson              | Christopher Columbus Andrews     | Frank Maxwell Andrews               | Henry Harley Arnold (1886-1950) | John C. Arrowsmith                           | Robert Arter                | Chester Alan Arthur (1829-1886) | William W. Atterbury             | Christopher C. Augur          | Lloyd J. Austin                         |                        |                            |
| William W. Averell              | Romeyn B. Ayres                  |                                     |                                 |                                              |                             |                                 |                                  |                               |                                         |                        |                            |

## B
| Orville E. Babcock     | Rick Baccus             | John Bahnsen                 | Charles Justin Bailey            | Joseph Bailey                | Absalom Baird       | Joe N. Ballard                  | Harry Hill Bandholtz            | Eldon Bargewell      | Ray Barker               |
| Francis C. Barlow      | John W. Barlow          | James Barnes                 | William Farquhar Barry           | William A. Barstow           | Raymond O. Barton   | John Coalter Bates (1842-1919)  | John Batiste                    | Thomas H. Bayly      | Dwight E. Beach          |
| Lansing Hoskins Beach  | Julius W. Becton mlajši | William W. Belknap           | James Franklin Bell (1856-1919)  | Burwell B. Bell III.         | Donald V. Bennett   | Jacob Benton                    | Frank S. Besson mlajši          | Henry H. Bingham     | William E. Birkhimer     |
| David B. Birney        | William Herbert Bixby   | Scott C. Black               | William Murray Black             | Francis Preston Blair mlajši | George S. Blanchard | Tasker Howard Bliss (1853-1930) | H. Steven Blum                  | Asa P. Blunt         | James G. Blunt           |
| Daniel P. Bolger       | Charles L. Bolte        | Charles H. Bonesteel III.    | John Parker Boyd                 | William G. Boykin            | Jeremiah Boyle      | Hugh Brady                      | Omar Nelson Bradley (1893-1981) | Patrick Henry Brady  | David A. Bramlett        |
| William H. Brandenburg | Joseph K. Bratton       | Lewis H. Brereton            | George Brett                     | Brice Disque                 | John R. Brooke      | Harry W. Brooks mlajši          | Edward H. Brooks                | Leo A. Brooks mlajši | Leo A. Brooks starejši   |
| Vincent K. Brooks      | Jere Brower             | Bryan D. Brown               | Jacob Jennings Brown (1775-1828) | Joseph W. Brown              | Preston Brown       | Arthur E. Brown mlajši          | Bryan D. Brown                  | John M. Brown III.   | Lytle Brown              |
| Robert Mark Brown      | Albert Bryant mlajši    | Simon Bolivar Buckner mlajši | Don Carlos Buell                 | John Buford                  | Robert Lee Bullard  | Omar Bundy                      | Edwin H. Burba mlajši           | Stephen G. Burbridge | Ronald L. Burgess mlajši |
| Ambrose Burnside       | Jonathan Burton         | Richard Busteed              | Benjamin Franklin Butler         | Matthew Butler               | Richard Butler      | William Orlando Butler          | Daniel Butterfield              | Kevin P. Byrnes      |                          |

## C
| Sherian Cadoria                       | George Cadwalader                   | John C. Caldwell        | William B. Caldwell          | Charles C. Campbell              | Donald M. Campbell mlajši               | James L. Campbell                 | Kevin T. Campbell             | Edward Canby                        | Charles D. W. Canham     |
| Ralph Canine                          | Eugene Asa Carr                     | Samuel S. Carroll       | Joseph C. Carter             | Marshall Carter                  | Samuel P. Carter                        | George William Casey mlajši       | George William Casey starejši | Hugh John Casey                     | Silas Casey              |
| Lewis Cass                            | William F. Cassidy                  | Frederick Walker Castle | Richard E. Cavazos           | Adna Romanza Chaffee (1842-1914) | Adna Romanza Chaffee mlajši (1884-1941) | John Loomis Chamberlain           | Joshua Chamberlain            | Harry Dwight Chamberlin (1887-1944) | Claire Lee Chennault     |
| Ferdinand Joseph Chesarek (1914-1993) | Peter W. Chiarelli                  | Marlborough Churchill   | Mark Wayne Clark (1896-1984) | Robert T. Clark                  | Wesley Kanne Clark (1944-)              | Bruce C. Clarke                   | Carter Clarke                 | Frederick J. Clarke                 | Lucius D. Clay           |
| John Clem                             | John G. Coburn                      | Richard A. Cody         | John Coffee                  | Harry J. Collins                 | James F. Collins                        | Joseph Lawton Collins (1896-1987) | Fox Conner                    | Patrick Edward Connor               | Theodore J. Conway       |
| John Cook                             | Philip St. George Cooke             | Nathan Abraham Cooper   | Preston Corderman            | Juan Cesar Cordero Davila        | Charles H. Corlett                      | John T. Corley                    | Joseph M. Cosumano            | Norman Cota                         | Darius N. Couch          |
| Garrison B. Coverdale                 | Leonard Covington                   | Jacob Dolson Cox        | Bantz John Craddock          | Malin Craighill (1875-1945)      | William Price Craighill                 | Samuel W. Crawford                | Willis D. Crittenberger       | Thomas Leonidas Crittenden          | Thomas Turpin Crittenden |
| George Crook                          | Jesse Cross                         | William W. Crouch       | Benedict Crowell             | William Crozier                  | Charles Cruft                           | James P. Cullen                   | George Washington Cullum      | John F. Curry                       | Newton Martin Curtis     |
| Samuel Curtis                         | George Armstrong Custer (1839-1876) | Lysander Cutler         |                              |                                  |                                         |                                   |                               |                                     |                          |

## D
| Aaron S. Daggett    | John E. Dahlquist  | Napoleon J.T. Dana          | William Orlando Darby | John Davidson     | Phillip Davidson       | William Richardson Davie | Benjamin O. Davis starejši | George Whitefield Davis         | Jefferson C. Davis       |
| John J. Davis       | Michael S. Davison | Pete Dawkins                | Keith Dayton          | John L. DeWitt    | William F. Dean        | John R. Deane mlajši     | Henry Dearborn (1751-1829) | George Henry Decker (1902-1980) | James Monroe Deems       |
| Richard Delafield   | Martin Dempsey     | William E. DePuy            | Charles Devens        | Jacob L. Devers   | Thomas Devin           | Joel Dewey               | Joseph T. Dickman          | George Dietzler                 | John Adams Dix           |
| Henry Doctor mlajši | Francis Dodd       | Grenville M. Dodge          | Larry J. Dodgen       | Welborn G. Dolvin | William Joseph Donovan | Charles Doolittle        | James Harold Doolittle     | Abner Doubleday                 | John Doughty (1754-1826) |
| Wayne A. Downing    | James L. Dozier    | William Henry Draper mlajši | Hugh Aloysius Drum    | Ann E. Dunwoody   | Alexander Brydie Dyer  |                          |                            |                                 |                          |

## E
| Paul Eaton       | Clyde D. Eddleman     | Manton S. Eddy   | Clarence Ransom Edwards | Charles B. Eichelberger | Robert Lawrence Eichelberger (1886-1961) | Dwight David Eisenhower (1890-1969) | John Eisenhower | Alfred W. Ellet | Larry R. Ellis |
| Henry E. Emerson | Delos Carleton Emmons | William H. Emory | Luis R. Esteves         |                         |                                          |                                     |                 |                 |                |

## F
| Kenneth L. Farmer mlajši | Elon J. Farnsworth | Thomas Farrell      | Barbara Fast                | George Fay      | James Fechet                      | Bonner Fellers  | Joseph Fil                | Alva R. Fitch       | Charles Lane Fitzhugh      |
| Robert B. Flowers        | Robert F. Foley    | Pat Foote           | Nathan Bedford Forrest III. | John W. Foss    | Hugh F. Foster mlajši (1918-2004) | John W. Foster  | Benjamin Delahauf Foulois | William B. Franklin | Frederick M. Franks mlajši |
| Tommy Franks             | Lloyd Fredendall   | Robert T. Frederick | Paul L. Freeman mlajši      | James E. Freeze | John Frelinghuysen                | John C. Frémont | William H. French         | Kathryn Frost       | James Barnet Fry           |
| John Fugh                | Frederick Funston  |                     |                             |                 |                                   |                 |                           |                     |                            |

## G
| Hugh Joseph Gaffey                    | Edmund P. Gaines           | John Rogers Galvin   | William Gamble      | Alonzo Garcelon       | John D. Gardner   | John Lane Gardner              | James Abram Garfield (1831-1881)  | Jay Garner                    | William F. Garrison                     |
| James M. Gavin                        | Hobart R. Gay              | John W. Geary        | Charles H. Gerhardt | Leonard T. Gerow      | George W. Getty   | John Gibbon                    | Charles Champion Gilbert          | George Lewis Gillespie mlajši | George Washington Goethals (1858-1928)  |
| Andrew Jackson Goodpaster (1915-2005) | George Henry Gordon        | Paul F. Gorman       | Willis A. Gorman    | Charles K. Graham     | Daniel O. Graham  | William Montrose Graham mlajši | David E. Grange mlajši            | David L. Grange               | Gordon Granger                          |
| Robert S. Granger                     | David Norvell Walker Grant | Frederick Dent Grant | Ulysses S. Grant    | Ulysses S. Grant III. | William S. Graves | Joseph A. Green                | Francis Vinton Greene             | George S. Greene              | David McMurtrie Gregg                   |
| William C. Gribble mlajši             | Benjamin Grierson          | Benjamin S. Griffin  | Ronald H. Griffith  | Oscar Griswold        | William Grose     | Cuvier Grover                  | Leslie Richard Groves (1896-1970) | Edmund L. Gruber              | Alfred Maximilian Gruenther (1899-1983) |
| George Grunert                        | John R. Guthrie            |                      |                     |                       |                   |                                |                                   |                               |                                         |

## H
| Franklin L. Hagenbeck                 | Alexander Meigs Haig mlajši (1924-) | Ralph E. Haines mlajši             | Peter Conover Hains | Wade H. Haislip    | Irving Hale                    | Charles P. Hall     | Henry Wager Halleck (1815-1872) | Carter F. Ham         | Barksdale Hamlett                   |
| Wade Hampton I.                       | Winfield Scott Hancock              | Thomas T. Handy                    | James Harbord       | Paul D. Harkins    | Josiah Harmar (1753-1813)      | William S. Harney   | Joseph H. Harper                | Robert Goodloe Harper | Ben Harrell                         |
| Hugh P. Harris                        | Benjamin Harrison (1833-1901)       | William Henry Harrison (1773-1841) | Charles E. Hart     | William W. Hartzog | Henry J. Hatch                 | Julian Hatcher      | Hamilton S. Hawkins             | John Parker Hawkins   | Rush Hawkins                        |
| Rutherford Birchard Hayes (1822-1893) | Webb Hayes                          | Alexander Hays                     | Anna Mae Hays       | William Hays       | William Babcock Hazen          | Thomas F. Healy     | David Porter Heap               | Leonard D. Heaton     | Albert Francis Hegenberger          |
| Elvin R. Heiberg III.                 | Samuel P. Heintzelman               | Stuart Heintzelman                 | Rolland V. Heiser   | Frank Helmick      | James R. Helmly                | John Henderson      | John W. Hendrix                 | John J. Hennessey     | Guy Vernon Henry mlajši (1875-1967) |
| Thomas W. Herren                      | Lewis Blaine Hershey                | Hugh B. Hester                     | David Hicks         | James T. Hill      | John Leonard Hines (1868-1968) | Ethan A. Hitchcock  | Henry I. Hodes                  | John R. Hodge         | Courtney Hodges                     |
| William M. Hoge                       | Elizabeth P. Hoisington             | Lucius Roy Holbrook                | Joseph Holt         | Russel L. Honoré   | Jay W. Hood                    | Joseph Hooker       | Aubrey Hornsby                  | Benjamin Chew Howard  | Oliver O. Howard                    |
| Albion P. Howe                        | Hamilton H. Howze                   | Clarence R. Huebner                | John E. Hull        | Henry Jackson Hunt | David Hunter                   | Ebenezer Huntington | Jedediah Huntington             |                       |                                     |

## I
| Joseph R. Inge | Emerson C. Itschner | George Izard |  |  |  |  |  |  |  |

## J
| Galen B. Jackman              | Andrew Jackson | Charles Douglas Jackson | Edgar Jadwin | Thomas Jesup | Dean Johnson | Harold Keith Johnson (1912-1983) | Hugh Samuel Johnson (1882-1942) | Rodney L. Johnson | George M. Jones |
| George Alfred Joulwan (1939-) |                |                         |              |              |              |                                  |                                 |                   |                 |

## K
| Thomas L. Kane  | Janis Karpinski   | Jack Keane        | Stephen W. Kearny  | Philip Kearny            | Donald R. Keith         | William L. Kenly   | Claudia Kennedy        | Claudia J. Kennedy  | George Kenney          |
| Jacob Ford Kent | Paul J. Kern      | William F. Kernan | Otto Kerner mlajši | Joseph Kerr              | Walter T. Kerwin mlajši | Geoffrey Keyes     | Charles E. Kilbourne   | Kevin C. Kiley      | Hugh Judson Kilpatrick |
| Mark Kimmitt    | Robert M. Kimmitt | Charles King      | Edward P. King     | Rufus King               | Dan Christie Kingman    | Robert C. Kingston | Henry Knox (1750-1806) | William A. Knowlton | William S. Knudsen     |
| Oscar Koch      | Samuel W. Koster  | Frederick Kroesen | Walter Krueger     | Włodzimierz Krzyżanowski |                         |                    |                        |                     |                        |

## L
| Frank Purdy Lahm     | Joseph Lane           | Charles T. Lanham               | Leon J. LaPorte                   | Henry Ware Lawton                         | George E. Leach          | Benjamin Lear (1879-1966) | James H. Ledlie   | Fitzhugh Lee     | John C. H. Lee    |
| Henry Lee III        | William C. Lee        | John Stephan Lekson (1917-1992) | Lyman Louis Lemnitzer (1899-1988) | Charles Frederick Leonard mlajši (?-2006) | William J. Lennox mlajši | Hunter Liggett            | Charles Lindbergh | James J. Lindsay | William J. Livsey |
| James Lloyd          | Edward Lawrence Logan | John A. Logan                   | Eli Long                          | Gustavus Loomis                           | John P. Lucas            | Gary E. Luck              | William Ludlow    | Douglas E. Lute  | Nathaniel Lyon    |
| William Haines Lytle |                       |                                 |                                   |                                           |                          |                           |                   |                  |                   |

## M
| Arthur MacArthur mlajši | Douglas MacArthur (1880-1946) | Ranald S. Mackenzie     | Hanford MacNider      | Peyton C. March                 | Raymond S. McLain         | Alexander Macomb mlajši (1782-1841) | Robert C. Macon       | David M. Maddox             | Carter B. Magruder                  |
| Fred K. Mahaffey        | Joseph K. Mansfield           | Mahlon Dickerson Manson | Michael D. Maples     | Peyton Conway March (1864-1955) | Randolph B. Marcy         | William Miranda Marín               | Edward Murphy Markham | William F. Marquat          | George Catlett Marshall (1880-1956) |
| Richard Marshall        | William Louis Marshall        | Gilman Marston          | Charles Henry Martin  | George R. Mather                | Joseph Mauborgne          | Timothy Maude                       | Russell Maxwell       | Duncan McArthur (1772-1839) | Anthony McAuliffe                   |
| Barry McCaffrey         | George A. McCall              | Joseph A. McChristian   | Stanley McChrystal    | George B. McClellan             | John Alexander McClernand | Alexander McDowell McCook           | Anson G. McCook       | Edward M. McCook            | Edwin Stanton McCook                |
| Frank Ross McCoy        | Irvin McDowell                | Thomas McInerney        | Frank McIntyre        | David D. McKiernan              | John P. McLaren           | Lesley J. McNair                    | Joseph T. McNarney    | Dan K. McNeill              | James B. McPherson                  |
| George Meade            | Montgomery C. Meigs           | Richard King Mellon     | Guy S. Meloy mlajši   | Louis C. Menetrey               | Charles T. Menoher        | Paul E. Menoher                     | Solomon Meredith      | Frank Merrill               | Jack N. Merritt                     |
| Wesley Merritt          | Thomas F. Metz                | Charles R. Meyer        | John H. Michaelis     | Stanley R. Mickelsen            | Troy H. Middleton         | Frank W. Milburn                    | Frank T. Mildren      | Nelson A. Miles             | Henry A. Miley mlajši               |
| Geoffrey D. Miller      | James Miller                  | John Franklin Miller    | Thomas DeWitt Milling | Robert H. Milroy                | Billy Mitchell            | Thomas Moonlight                    | George F. Moore       | Hal Moore                   | James Edward Moore                  |
| James Shanahan          | John Moore                    | George W. Morell        | George W. Morgan      | John W. Morris                  | De Lesseps Story Morrison | Gershom Mott                        | James A. Mulligan     | Albert J. Myer              |                                     |

## N
| Henry Morris Naglee | William L. Nash | William A. Navas mlajši | Otto L. Nelson mlajši | William »Bull« Nelson | General John Neville | John Newton | Robert Neyland | Kenneth Nichols | Dennis E. Nolan |
| Wallace H. Nutting  |                 |                         |                       |                       |                      |             |                |                 |                 |

## O
| Andrew P. O'Meara | John W. O'Daniel | Raymond T. Odierno | William Eldridge Odom | Richard James Oglesby | George H. Olmsted | Richard O'Meara | Emerson Opdycke | Edward Ord | Elwell Stephen Otis |
| Glenn K. Otis     | Ira C. Owens     |                    |                       |                       |                   |                 |                 |            |                     |

## P
| William Pagonis         | Joseph T. Palastra mlajši                      | Bruce Palmer mlajši | Charles D. Palmer | Innis N. Palmer  | John McAuley Palmer (1870-1955) | John M. Palmer    | Williston B. Palmer | Harold Parfitt    | John Parke              | James Parker |
| Theodore W. Parker      | Alexander Patch                                | Edwin D. Patrick    | Mason Patrick     | Robert Patterson | George Patton IV.               | George S. Patton  | Gabriel Rene Paul   | James Peake       | J. H. Binford Peay III. |              |
| William R. Peers        | Alexander Cummings McWhorter Pennington mlajši | Galusha Pennypacker | John Pershing     | David Petraeus   | John W. Phelps                  | Lewis A. Pick     | Franklin Pierce     | Coral Wong Pietch | Zebulon Pike            |              |
| Thomas Pinckney         | Dana J.H. Pittard                              | Alfred Pleasonton   | James H. Polk     | Gale Pollock     | George Pomutz                   | John Pope         | Fitz John Porter    | Horace Porter     | Ray E. Porter           |              |
| Robert W. Porter mlajši | William E. Potts                               | Colin Powell        | Herbert B. Powell | Don Pratt        | Richard Henry Pratt             | Benjamin Prentiss |                     |                   |                         |              |

## Q
| John A. Quitman |

## R
| George Morton Randall  | John Aaron Rawlins          | Milton Reckord            | Raymond F. Rees         | Charles Reidpath        | Jesse L. Reno    | Eugene Reybold         | John F. Reynolds        | Joseph J. Reynolds        | Rufus N. Rhodes    |
| Virgil A. Richard      | Robert C. Richardson mlajši | William R. Richardson     | James B. Ricketts       | Glenn K. Rieth          | John M. Riggs    | Bennett C. Riley       | Eleazer Wheelock Ripley | James Wolfe Ripley        | Robert W. RisCassi |
| Henry Martyn Robert    | Benjamin S. Roberts         | George M. Robeson         | Augustine Warner Robins | Fred D. Robinson mlajši | John C. Robinson | Roscoe Robinson mlajši | Isaac P. Rodman         | Antonio Rodríguez Balinas | David M. Rodriguez |
| Bernard William Rogers | Charles Calvin Rogers       | Theodore Roosevelt mlajši | Maurice Rose            | William Rosecrans       | Jimmy D. Ross    | William Trent Rossell  | Thomas L. Rosser        | William B. Rosson         | Lovell Rousseau    |
| Edward Rowny           | Kenneth Claiborne Royall    | John Wilson Ruckman       | James Earl Rudder       | Clark L. Ruffner        | Thomas H. Ruger  | Benjamin Piatt Runkle  | Jeremiah McLain Rusk    | Thomas Jefferson Rusk     | Charles W. Ryder   |
| Donald J. Ryder        |                             |                           |                         |                         |                  |                        |                         |                           |                    |

## S
| Delos Bennett Sackett             | Crosbie E. Saint       | Felix Salm-Salm            | Edward S. Salomon           | Frederick C. Salomon       | Leon E. Salomon          | Ricardo Sanchez        | Alfred A. Sanelli     | Rufus Saxton            | Curtis Scaparrotti    |  |                       |                |             |                |                   |                      |                  |             |                  |                     |             |
| Robert C. Schenck                 | Julian Larcombe Schley | Jeffrey J. Schloesser      | Albin F. Schoepf            | John Schofield             | Eric Schoomaker          | Peter Jan Schoomaker   | Carl Schurz           | Cortlandt V.R. Schuyler | Walter S. Schuyler    |  |                       |                |             |                |                   |                      |                  |             |                  |                     |             |
| Theodore Schwan                   | Thomas A. Schwartz     | Norman Schwarzkopf mlajši  | Norman Schwarzkopf starejši | Robert Kingston Scott      | Winfield Scott           | John Sedgwick          | Robert W. Sennewald   | Sidney Shachnow         | William Rufus Shafter |  |                       |                |             |                |                   |                      |                  |             |                  |                     |             |
| John Malchase David Shalikashvili | Henry H. Shelton       | Hugh Shelton               | Philip Sheridan             | Thomas W. Sherman          | William Tecumseh Sherman | James Shields          | Eric Ken Shinseki     | Robert M. Shoemaker     | Walter Short          |  | Henry Hastings Sibley | Daniel Sickles | Franz Sigel | Joshua W. Sill | George S. Simonds | William Hood Simpson | John K. Singlaub | Robert Sink | Henry Gene Skeen | Henry Warner Slocum | C. R. Smith |
| Charles Ferguson Smith            | Edwin P. Smith         | Jacob H. Smith             | Samuel Smith                | Thomas Kilby Smith         | Walter Bedell Smith      | William Farrar Smith   | Alexander Smyth       | Brehon B. Somervell     | Edward Soriano        |  |                       |                |             |                |                   |                      |                  |             |                  |                     |             |
| Harry E. Soyster                  | Carl Andrew Spaatz     | Felix L. Sparks            | Ellis Spear                 | Gary D. Speer              | Michael Spiglemire       | Berton E. Spivy mlajši | George Owen Squier    | George J. Stannard      | Donn A. Starry        |  |                       |                |             |                |                   |                      |                  |             |                  |                     |             |
| Ralph Francis Stearley            | William M. Steele      | Hazard Stevens             | Robert L. Stewart           | Joseph Stilwell            | Richard G. Stilwell      | Carl Stiner            | Charles Pomeroy Stone | George Stoneman         | Abel Streight         |  |                       |                |             |                |                   |                      |                  |             |                  |                     |             |
| John Stricker                     | Carl A. Strock         | George Veazey Strong       | Albert Stubblebine          | Samuel D. Sturgis starejši | Samuel D. Sturgis mlajši | Thomas Crook Sullivan  | Daniel Isom Sultan    | Samuel S. Sumner        | Richard K. Sutherland |  |                       |                |             |                |                   |                      |                  |             |                  |                     |             |
| Leif J. Sverdrup                  | Guy C. Swan III.       | Charles H. Swannack mlajši | Thomas William Sweeny       | George Sykes               | Charles Albert Symroski  |                        |                       |                         |                       |  |                       |                |             |                |                   |                      |                  |             |                  |                     |             |

## T
| Antonio M. Taguba                | George A. Taylor  | Harry Taylor         | James Taylor mlajši        | Maxwell Davenport Taylor | Richard R. Taylor | Telford Taylor     | Zachary Taylor    | Alfred Terry             | Sylvanus Thayer    |
| George Henry Thomas              | Lorenzo Thomas    | Edmund R. Thompson   | Richard H. Thompson        | John L. Throckmorton     | James D. Thurman  | Maxwell R. Thurman | John C. Tidball   | John H. Tilelli mlajši   | Clarence L. Tinker |
| Alfred Thomas Archimedes Torbert | Benjamin F. Tracy | William F. Train     | Régis de Trobriand         | Arthur Trudeau           | Louis W. Truman   | Lucian Truscott    | Michael S. Tucker | Reuben Henry Tucker III. | William H. Tunner  |
| Ivan Turchaninov                 | Abraham J. Turner | Thomas R. Turner II. | William G.T. Tuttle mlajši | David E. Twiggs          | Daniel Tyler      |                    |                   |                          |                    |

## U
| George V. Underwood mlajši | Emory Upton |  |  |  |  |  |  |  |  |

## V
| David P. Valcourt | Alfred Valenzuela | Paul E. Vallely | Horatio P. Van Cleve | Ralph Van Deman | William Vandever | James Van Fleet | Joseph Vance | John William Vessey mlajši | John Vines | Carl Edward Vuono |

## W
| James S. Wadsworth        | Arthur L. Wagner        | Louis C. Wagner mlajši      | Robert W. Wagner   | Charles S. Wainwright    | Jonathan Mayhew Wainwright IV. | Edwin Walker           | George J. Walker      | Kenneth Walker      | Sam S. Walker           |
| Walton Walker             | Lew Wallace             | W. H. L. Wallace            | William S. Wallace | Calvin Waller            | Vernon A. Walters              | Orlando Ward           | William E. Ward       | Keith L. Ware       | James M. Warner         |
| Volney F. Warner          | Gouverneur K. Warren    | John K. Waters              | Anthony Wayne      | Gregory L. Wayt          | Alexander S. Webb              | Albert Coady Wedemeyer | Philip C. Wehle       | George W. Weightman | Sidney T. Weinstein     |
| Godfrey Weitzel           | William Wells           | William Childs Westmoreland | Oscar Westover     | Frederick Carlton Weyand | Frank Wheaton                  | Loyd Wheaton           | Earle Gilmore Wheeler | Joseph Wheeler      | Raymond Albert Wheeler  |
| R. Steven Whitcomb        | Isaac D. White          | Thomas E. White             | Courtney Whitney   | Frank Wiercinski         | William H. Wilbur              | Francis Bowditch Wilby | James Wilkinson       | Orlando B. Willcox  | William P. Sanders      |
| Alpheus S. Williams       | Arthur E. Williams      | James A. Williams           | August Willich     | Charles Willoughby       | James H. Wilson                | John Moulder Wilson    | Johnnie E. Wilson     | Robert Wilson       | Samuel V. Wilson        |
| Walter K. Wilson mlajši   | Edwin B. Winans         | James Winchester            | William H. Winder  | Blanton C. Winship       | Frederick F. Woerner mlajši    | Walter Wojdakowski     | Robert E. Wood        | Robert J. Wood      | Daniel Phineas Woodbury |
| Alfred Alexander Woodhull | Carle Augustus Woodruff | William Burnham Woods       | John E. Wool       | James K. Woolnough       | Horatio Wright                 | Willard G. Wyman       |                       |                     |                         |

## Y
| William P. Yarborough | James C. Yarbrough | Walter H. Yates mlajši | Archibald Yell | Richard Whitehead Young |  |  |  |  |  |

## Z
| Melvin Zais | Matthew A. Zimmerman | Samuel K. Zook |  |  |  |  |  |  |  |